# Lockheed Have Blue
Have Blue era o nome de código do protótipo de ataque furtivo stealth da Lockheed que precedeu o F-117 Nighthawk. O Have Blue foi o primeiro avião a ser concebido a partir de uma perspectiva de engenharia elétrica (em oposição à tradicional aerodinâmica). As formas e ângulos do avião foram desenhadas para refletir ondas eletromagnéticas, tornando o avião invisível aos radares.
Foram construídos dois protótipos Have Blue para testar a dinâmica de voo e detecção por radar deste conceito stealth. Os protótipos tiveram seu voo inaugural na famosa Área 51, entre 1977 e 1979. O modelo era aerodinamicamente instável. Infelizmente os únicos dois protótipos se acidentaram e os destroços foram enterrados perto do leito do Lago Groom.

## Características
- Tripulação: um piloto
- Comprimento: 47 ft 3" (14.4 m)
- Envergadura: 22 ft 6" (6.8 m)
- Altura: 7 ft 6" (2.33 m)
- Área das asas: 386 ft² (35.9 m²)
- Tara: 8,950 lb (4,059 kg)
- Empuxe: 12,500 lb (5,669 kg)
- Sistema eléctrico: 2x General Electric J85-GE-4A turbojets. 2,950 lbf (13 kN) (cada)

## Performance
- Velocidade máxima: 600 mph (965 km/h)
- Alcance: 600 miles (965 km)
- Carga nas asas: 32 lb/ft² ( kg/m²)
- Conversão empuxe-peso: 1:0.47